# بالا در آسمان (فیلم ۲۰۰۹)
معلق در هوا (به انگلیسی: Up In The Air) نام یک فیلم کمدی-درام عاطفی به کارگردانی جیسن رایتمن، (کارگردان فیلم موفق جونو)، محصول سال ۲۰۰۹ آمریکا است. این فیلم اقتباسی از رمانی به همین نام نوشتهٔ والتر کرین می‌باشد. داستان بر روی شرکت دانسایزر و سفرهای رایان بینگام (جرج کلونی) متمرکز شده‌است.

## داستان
رایان بینگهام (جرج کلونی) مردی است که به خاطر نوع شغلی که دارد مدام و به‌طور پیوسته در حال مسافرت با هواپیماست، و سفرهای طولانی هوایی جزئی از زندگی او شده‌است. شغل او، ابلاغ خبر اخراج شدن به کارمندهای شرکت‌هایی است که مدیران آنها توانایی اخراج آنها را ندارند. رایان دو خواهر دارد که یکی از آنها دارد ازدواج می‌کند اما او هیچ پایبندی به خانواده‌اش ندارد. آدمی ست بی‌ثبات و بی بند و بار که هیچ علاقه‌ای به وابستگی نداشته و اوج رابطه‌اش با یک زن عشقبازی بدون عشق است. تا اینکه در یکی از سفرهایش با شخصیت بی‌ثبات دیگری مانند خودش یعنی زنی به نام آلکس (ویرا فارمیگا) آشنا می‌شود که او هم مثل خودش آدمی بی قید است. هرچند که بعد از اینکه شبی را با هم می‌گذرانند کمی به رایان وابسته می‌شود.
روزی به رایان خبر می‌رسد که مدیران شرکت‌ها دیگر قصد ابلاغ خبر اخراج کارمندان را به شیوه رایان ندارند. دختری به نام ناتالی کینر (آنا کندریک) دستگاهی را وارد شرکت می‌کند که با آن دستگاه مدیران از همان جایی که نشسته‌اند می‌توانند کارمندان خود را اخراج کنند. رایان تا حد توانش جلوی عملی شدن این تصمیم را می‌گیرد و به ناتالی می‌گوید که او هیچ چیز از شغل رایان نمی‌داند. ناتالی نیز درخواست می‌کند تا چند روزی با رایان به شیوهٔ سنتی با هواپیما پرواز کنند و چند نفر را اخراج کنند. در طول این سفر، رایان می‌فهمد که چه زندگی بدی دارد. ناتالی باعث می‌شود که رایان نزد خواهرش که تازه ازدواج کرده برود و با آلکس رابطه داشته باشد و این‌گونه است که به فکر تغییر می‌افتد…

## بازیگران
- جرج کلونی در نقش رایان بیگنام
- ویرا فارمیگا در نقش آلکس گوران
- آنا کندریک در نقش ناتالی کینر
- امی مورتون در نقش کارا بیگنام
- ملنی لینسکی در نقش جولی بیگنام

## ساخت
این فیلم اقتباسی از رمانی با همین نام نوشته والتر کیرن در سال ۲۰۰۱ است.
قبل از کندریک، بازیگران زیادی -و از جمله آلن پیج و امیلی بلانت، فیلمنامه فیلم را خواندند و هر یک به دلیلی بازی در آن را نپذیرفتند تا این که قرعه به نام کندریک افتاد.
پا در هوا در ۵ سپتامبر ۲۰۰۹ در جشنواره فیلم تورنتو شد. اما چون جرج کلونی فیلم مردانی که به بزها خیره شده‌اند را هم آماده اکران داشت این دو فیلم با فاصله از هم اکران می‌شوند تا نه به طرفداران کلونی و نه به فروش فیلمها صدمه نزنند. این فیلم در ۲۵ دسامبر ۲۰۰۹در آمریکا اکران شد.

## جوایز
لیست جوایز پا در هوا. نکته جالب این که این فیلم در هر جشنواره کاندید ۶ جایزه متشابه هم شده‌است.
| جایزه گلدن گلوب ۲۰۱۰ | بهترین فیلمنامه           | جیسن رایتمن و شلدون ترنر | برنده |
| جایزه گلدن گلوب ۲۰۱۰ | بهترین فیلم               |                          | نامزد |
| جایزه گلدن گلوب ۲۰۱۰ | بهترین بازیگر نقش اول مرد | جورج کلونی               | نامزد |
| جایزه گلدن گلوب ۲۰۱۰ | بهترین بازیگر نقش مکمل زن | آنا کندریک               | نامزد |
| جایزه گلدن گلوب ۲۰۱۰ | بهترین بازیگر نقش مکمل زن | ورا فارمیگا              | نامزد |
| جایزه گلدن گلوب ۲۰۱۰ | بهترین کارگردانی          | جیسن رایتمن              | نامزد |
| جایزه اسکار ۲۰۱۰     | بهترین فیلمنامه           | جیسن رایتمن و شلدون ترنر | نامزد |
| جایزه اسکار ۲۰۱۰     | بهترین فیلم               |                          | نامزد |
| جایزه اسکار ۲۰۱۰     | بهترین بازیگر نقش اول مرد | جورج کلونی               | نامزد |
| جایزه اسکار ۲۰۱۰     | بهترین بازیگر نقش مکمل زن | آنا کندریک               | نامزد |
| جایزه اسکار ۲۰۱۰     | بهترین بازیگر نقش مکمل زن | ورا فارمیگا              | نامزد |
| جایزه اسکار ۲۰۱۰     | بهترین کارگردانی          | جیسن رایتمن              | نامزد |
| جایزه بفتا ۲۰۱۰      | بهترین فیلم               |                          | نامزد |
| جایزه بفتا ۲۰۱۰      | بهترین فیلمنامه اقتباسی   | جیسن رایتمن و شلدون ترنر | برنده |
| جایزه بفتا ۲۰۱۰      | بهترین بازیگر نقش اول مرد | جورج کلونی               | نامزد |
| جایزه بفتا ۲۰۱۰      | بهترین بازیگر نقش مکمل زن | آنا کندریک               | نامزد |
| جایزه بفتا ۲۰۱۰      | بهترین بازیگر نقش مکمل زن | ورا فارمینگ              | نامزد |
| جایزه بفتا ۲۰۱۰      | بهترین تدوین              | دنا گلبرمن               | نامزد |